# Stängsjön
Stängsjön är en sjö i Umeå kommun i Västerbotten och ingår i Dalkarlsån-Sävaråns kustområde. Sjön har en area på 0,0501 kvadratkilometer och ligger 19 meter över havet.

## Delavrinningsområde
Stängsjön ingår i det delavrinningsområde (709279-173691) som SMHI kallar för Ovan 708882-173625. Medelhöjden är 22 meter över havet och ytan är 7,02 kvadratkilometer. Det finns inga avrinningsområden uppströms utan avrinningsområdet är högsta punkten. Avrinningsområdets utflöde mynnar i havet. Avrinningsområdet består mestadels av skog (72 procent) och sankmarker (23 procent). Avrinningsområdet har 0,12 kvadratkilometer vattenytor vilket ger det en sjöprocent på 1,7 procent.